# Recopa del Magreb
La Recopa del Magreb o Copa de ganadores de Copa del Magreb (Francés: Coupe Maghrébien des Vainqueurs de Coupe) fue un torneo internacional de fútbol.
Se la puede considerar la sucesora de la colonial Copa del Norte de África, y se disputó entre las temporadas 1969/70 y 1974/75. Participaban los ganadores de copa de Marruecos, Argelia y Túnez, y en su primera edición también de Libia.
Se disputaba toda la competición en una misma sede y a partido único. La disputaban cuatro clubes, excepto en su última edición, de 1974-75, en la que participaron 6 equipos. Así, la competición constaba de unas semifinales, un partido para el tercer puesto y la final.

## Historial

### Ediciones
| Temporada        | Campeón                            | Resultado      | Subcampeón                          | Sede Final            |
| ---------------- | ---------------------------------- | -------------- | ----------------------------------- | --------------------- |
| 1969/70 Detalles | Renaissance Sportive de Settat     | 1:0            | Union Sportive de la Médina d'Alger | Casablanca, Marruecos |
| 1970/71 Detalles | Club Africain                      | 2:0            | Avenidr Sportif de La Marsa         | Túnez, Túnez          |
| 1971/72 Detalles | MA Alger                           | 1:0            | Club Africain                       | Argel, Argelia        |
| 1972/73 Detalles | Sporting Club Chabab de Mohammédia | 1:0            | Club Africain                       | Casablanca, Marruecos |
| 1973/74 Detalles | MC Alger                           | 1:1 (4:2 pen.) | Fath Union Sport de Rabat           | Túnez, Túnez          |
| 1974/75 Detalles | Étoile Sportive du Sahel           | 0:0 (4-3 pen.) | Sporting Club Chabab de Mohammédia  | Casablanca, Marruecos |

### Lista de clubes finalistas
| Equipo                              | País      | Títulos | Subcampeón | Años campeón |
| ----------------------------------- | --------- | ------- | ---------- | ------------ |
| Mouloudia Club d'Alger              | Argelia   | 2       | 0          | 1972 y 1975  |
| Club Africain                       | Túnez     | 1       | 2          | 1971         |
| Sporting Club Chabab de Mohammédia  | Marruecos | 1       | 1          | 1973         |
| Renaissance Sportive de Settat      | Marruecos | 1       | 0          | 1970         |
| Étoile Sportive du Sahel            | Túnez     | 1       | 0          | 1975         |
| Union Sportive de la Médina d'Alger | Argelia   | 0       | 1          |              |
| Avenidr Sportif de La Marsa         | Argelia   | 0       | 1          |              |
| Fath Union Sport de Rabat           | Marruecos | 0       | 1          |              |

### Lista de países con clubes finalistas
| País      | Títulos | Subcampeonatos |
| --------- | ------- | -------------- |
| Túnez     | 2       | 3              |
| Marruecos | 2       | 2              |
| Argelia   | 2       | 1              |